# Nekretnine.rs
Nekretnine.rs је специјализовани водећи огласни портал у Србији за продају и изнајмљивање некретнина.
Портал Nekretnine.rs омогућава корисницима да претражују, као и оглашавају различите врсте непокретности:  станове, куће, земљишта, пословне просторе и друге врсте некретнина, како за продају, тако и за изнајмљивање. Поред огласа, портал пружа корисницима корисне информације о тржишту некретнина, кретању цена, правне савете, као и савете о уређењу и одржавању некретнина.
Према Гемиус рангирању, портал Nekretnine.rs је најпосећенији портал у Србији у својој категорији сајтова.

## Историја
Портал Nekretnine.rs основан је  2009. године као део Ringier компаније са седиштем у Цириху,  са циљем да дигитализује и олакша процес претраге и оглашавања некретнина у Србији. Брзо је постао популаран због своје једноставне употребе, великог броја огласа, оглашивача и поузданих информација. Генерални директор је Јелена Дракилић Петровић.
Поверење бренду указује више од пет стотина компанија из земље и региона који оглашавају своју актуелну понуду непокретности. 
Осим велике и квалитетне понуде непокретности, Nekretnine.rs улажу велике напоре да едукују све учеснике у промету непокретности (продавце и купце). У циљу едукације на порталу је осим покретања  Nekretnine.rs Магазин 2011. године, који свакодневно пружа сервисне и друге информације, покренута и организација стручних панела 2022. године на коме експерти у изградњи и учесници у промету непокретности кроз дискусију са модератором, уживо дају савете из својих богатих искустава на различите актуелне теме.

## Награде
Портал Nekretnine.rs је 2017. године у оквиру такмичења ТОП 50 – најбоље онлајн ствари, гласовима публике, успео да уђе међу 10 најбољих сајтова, захваљујући константном раду на квалитету, увођењем иновација, као и сарадњом која се негује како са партнерима тако и са стручном јавношћу.